# Kirill Pawlowitsch Florenski

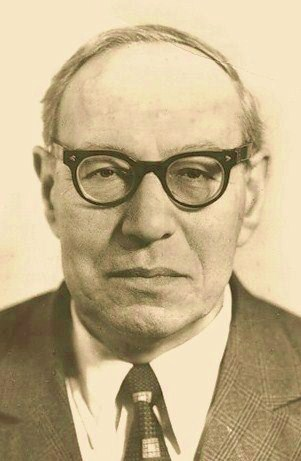
Kirill Pawlowitsch Florenski

Kirill Pawlowitsch Florenski (russisch Кирилл Павлович Флоренский, * 14. Dezemberjul. / 27. Dezember 1915greg. in Sagorsk; † 9. April 1982 in Moskau) war ein sowjetischer Geochemiker und Astronom.

## Leben
Kirill Pawlowitsch Florenski wurde am 27. Dezember 1915 in Sagorsk, dem heutigen Sergijew Possad nahe Moskau, als zweiter Sohn des Religionsphilosophen Pawel Alexandrowitsch Florenski geboren.
Er nahm schon als Jugendlicher an Expeditionen teil, 1932 wurde er zum Fernstudium an der Moskauer geologischen Fakultät zugelassen, von 1933 bis 1934 arbeitete er unter W. A. Silberminz auf einer Expedition zur Rohstofferkundung mittels geochemischer Methoden im tadschikischen Pamirgebirge.
1935 wurde er als Laborant im biogeochemischen Labor der russischen Akademie der Wissenschaften angestellt. Im Jahr darauf hatte er zusammen mit Silberminz seine erste wissenschaftliche Veröffentlichung, eine Arbeit über die Bestimmung von Fundstellen für Vanadium. In den folgenden Jahren führten ihn weitere biogeochemische Expeditionen nach Transbaikalien, in den Kaukasus, und nach Ost-Kasachstan. Gleichzeitig arbeitete er über Isotopenbestimmungen in Wasser, unter anderem mit W. I. Wernadski und A. P. Winogradow, und mit Wernadski an Experimenten zur Strukturanalyse von Mineralien.
Im Zweiten Weltkrieg arbeitete er zunächst an Technologien zur Herstellung von Tarnfarben und diente ab November 1942 als Soldat mit Einsätzen in Stalingrad, der Ukraine, Polen uns schließlich Berlin. Bei Kriegsende hatte er den Rang eines Unterleutnants inne und wurde mit dem Orden des Vaterländischen Krieges zweiter Klasse ausgezeichnet.
Nach dem Krieg kehrte Florenski an das biogeochemische Institut zurück, das 1947 zum Wernadski-Institut für Geochemie und Analytische Chemie umorganisiert wurde. Er befasste sich zunächst mit der Geochemie von Erdgas und der Erhaltung und Restauration von Baudenkmälern mittels naturwissenschaftlicher Methoden. In die Jahre 1951 bis 1960 fallen Untersuchungen von sibirischen Erdgaslagern, was auch zum Thema seiner Dissertation wurde, sowie Analysen vulkanischer Gase aus Kamtschatka. 1961 bis 1962 leitete er eine groß angelegte Expedition zur Untersuchung des Tunguska-Ereignisses, wobei ihm der Nachweis von kosmischem Staub in den Ablagerungen des betroffenen Gebiets gelang.
1967 befasste er sich mit Methoden zur Bestimmung der chemischen Zusammensetzung der Venusatmosphäre im Rahmen der Venera 4 Mission. In den Jahren von 1968 bis 1978 war er mit der Organisation und Leitung der Mond- und Planetenabteilung des Instituts für kosmische Forschung der russischen Akademie der Wissenschaften betraut, 1975 auch des Instituts für vergleichende Planetologie. Ferner war er an der Auswahl der Landestellen und Ausrüstung der Lunochod-Missionen beteiligt.  Kirill Pawlowitsch Florenski starb am 9. April 1982 in Moskau.

## Ehrungen
- Für seinen Kriegseinsatz erhielt er 1945 den Orden des Vaterländischen Krieges zweiter Klasse.[2]

- 1970 wurde er mit dem Orden des Roten Banners der Arbeit ausgezeichnet.[2]

- Im Jahre 1985 benannte die IAU den Mondkrater Florensky offiziell nach Kirill Pawlowitsch Florenski.[4]

- 1998 stiftete die EGU die Runcorn-Florenski-Medaille im Fachgebiet Planetologie.[5][6]

- Das im Kaidun-Meteoriten gefundene Mineral Florenskyit, (Fe,Ni)TiP, wurde 1999 von der IMA nach  Kirill Pawlowitsch Florenski benannt.[7]

- 2015 ehrte das Institut für vergleichende Planetologie Florenski mit einer Zusammenstellung seiner Arbeiten und Verdienste: К.П.Флоренский. К 100-летию со дня рождения (K. P. Florenski, zum 100. Geburtstag).[5]